# Liste der Naturdenkmale im Landkreis Oberhavel

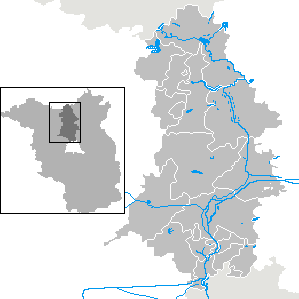
Karte des Landkreises Oberhavel

In der Liste der Naturdenkmale im Landkreis Oberhavel werden die entsprechenden  Naturdenkmallisten der jeweiligen Städte und Gemeinden des Landkreises Oberhavel aufgeführt. In den jeweiligen Listen sind die Quellen genannt. 

## Aufteilung
Die Liste der 247 Naturdenkmale im Landkreis Oberhavel ist in Teillisten nach den Städten und Gemeinden aufgeteilt. (Stand 2016)
| Stadt/Gemeinde     | Karte | Naturdenkmalliste   | Bild eines Naturdenkmals exemplarisch |
| ------------------ | ----- | ------------------- | ------------------------------------- |
| Birkenwerder       |       | - Naturdenkmale     | Eiche                                 |
| Fürstenberg/Havel  |       | - Naturdenkmale     | Schwedeneiche                         |
| Glienicke/Nordbahn |       | - Naturdenkmale     |                                       |
| Gransee            |       | - Naturdenkmale     |                                       |
| Großwoltersdorf    |       | - Naturdenkmale     |                                       |
| Hennigsdorf        |       | - Naturdenkmale     | Eiche                                 |
| Hohen Neuendorf    |       | - Naturdenkmale     |                                       |
| Kremmen            |       | - Naturdenkmale     |                                       |
| Leegebruch         |       | - Naturdenkmale     |                                       |
| Liebenwalde        |       | - Naturdenkmale     |                                       |
| Löwenberger Land   |       | - Naturdenkmale     |                                       |
| Mühlenbecker Land  |       | - Naturdenkmale     |                                       |
| Oberkrämer         |       | - Naturdenkmale     | „Alte Linden“ in Vehlefanz            |
| Oranienburg        |       | - Naturdenkmale     |                                       |
| Schönermark        |       | keine Naturdenkmale |                                       |
| Sonnenberg         |       | - Naturdenkmale     | Gerichtslinde                         |
| Stechlin           |       | - Naturdenkmale     |                                       |
| Velten             |       | keine Naturdenkmale |                                       |
| Zehdenick          |       | - Naturdenkmale     | Gerichtslinde Zehdenick               |